# Weisen
Weisen es un municipio situado en el distrito de Prignitz, en el estado federado de Brandeburgo (Alemania), a una altitud de 20 metros. Su población a finales de 2016 era de unos 1000 habs. y su densidad poblacional, 60 hab/km².